# Jaguar Rescue Center
El Jaguar Rescue Center (JRC) o Centro de Rescate Jaguar, es un centro localizado en Puerto Viejo de Talamanca en la provincia de Limón en Costa Rica. El centro se dedica a rescatar animales, rehabilitarlos y volverlos a liberar en su medio natural. Para esto también cuentan con Reserva Natural La Ceiba una estación de liberación de bosque primario donde se pueden liberar los animales sin riesgos o las amenazas producidas por el hombre.